# DPRK-Pop

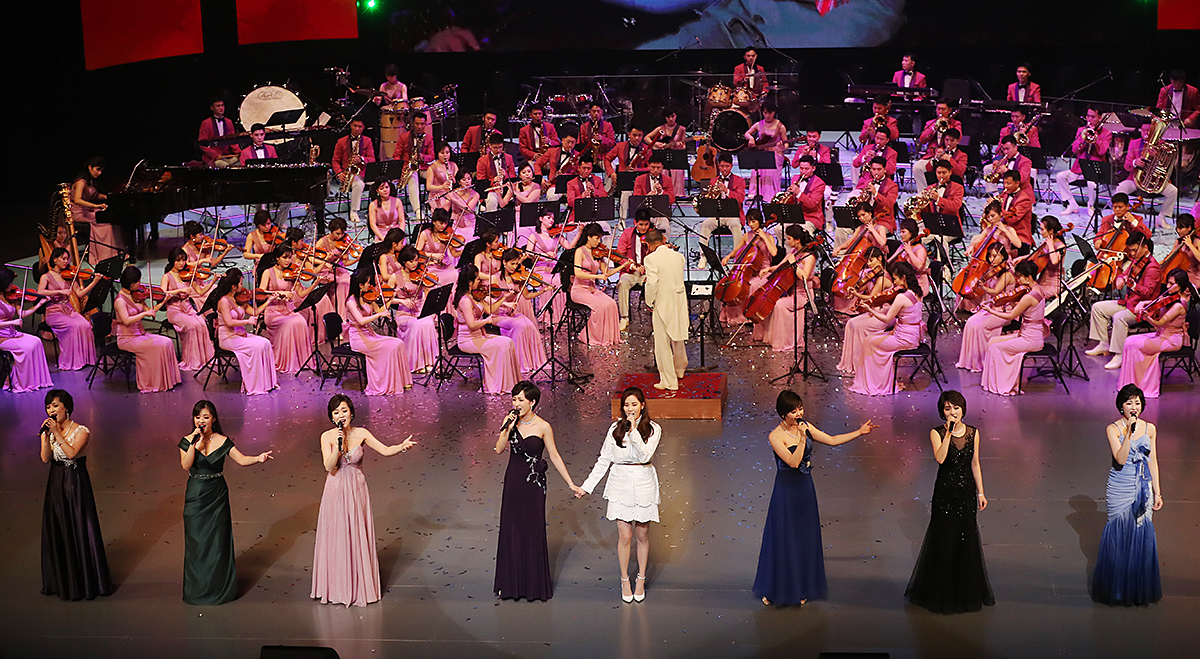
Samjiyon Band, una de las orquestas DPRK-POP (en una actuación en Seúl, Corea del Sur, el 11 de febrero de 2018).

DPRK-Pop o NKPop es un nombre que hace referencia a la música pop creada en la República Popular Democrática de Corea.
Los grupos de artistas famosos incluyen Conjunto Electrónico de Pochonbo y Moranbong Band.
Dado que la música se crea como parte de la política de propaganda del gobierno de Corea del Norte, solo las canciones que están en línea con la voluntad del gobierno de Corea del Norte se pueden publicar en los servicios de distribución de videos de Internet como YouTube.
Sin embargo, Ko Yongi, un periodista coreano de segunda generación en Japón, dijo: "Basándonos en la música que se ha creado en Corea del Norte en el pasado, estamos incorporando activamente las tendencias de la música popular en el mundo".

## Historia
Bajo Kim Il-sung, solo se permitía la música orientada al pensamiento. En particular, la música jazz se considera prohibida.[cita requerida] Sin embargo, muchos artistas han encontrado su estilo en torno a estos límites al escribir letras que están orientadas al pensamiento pero tienen un cierto grado de libertad. Bajo Kim Jong-il, la música previamente prohibida, incluido el jazz, comenzó a ser aceptada y alentada.

## Desarrollo
Muchas canciones de música ligera de Corea del Norte suelen ser interpretadas por una joven cantante con una orquesta eléctrica, que toca instrumentos de percusión, acompañada de cantantes y bailarines. Algunas canciones como "Hwiparam" (Silbido), un conjunto de letras del poema de Cho Ki-chon, fueron una vez muy populares en Corea. Están influenciados en gran medida por la música pop coreana y canciones con títulos como "No preguntes por mi nombre", "Mi vida es una canción", "Apretaré más la bayoneta", "La alegría" de Bumper Harvest Overflows Amidst. la canción de la mecanización","El querido general usa magia que encoge la distancia (Chukjibeop)", "Canción de pasta de frijoles","Mi país está lleno de alegría","Agradable "Hora de comer", "Todavía tengo gallinas","Los zapatos que compró mi hermano me quedan bien", "Potato Pride" y muchos más.
Canciones como "We Are One" y "Unification Rainbow" cantan sobre la esperanza de reunificar Corea. En 2012, la primera banda de chicas de Corea del Norte, la Moranbong Band debutó en el mundo. Era un grupo de unas 16 mujeres norcoreanas (incluidas 11 músicas y cinco cantantes) seleccionadas por Kim Jong-un.
El DJ de radio de la BBC Andy Kershaw escribió una vez que, durante una visita a la República Popular Democrática de Corea, las únicas grabaciones que se tocaron fueron las de cantantes ligeros como Jon Hye-yong, Kim Kwang-suk, Jo Kum-hwa y Ri Pun-hui, de grupos como Wangjaesan Light Band, Mansudae Performing Arts  y Pochonbo Electronic Orchestra , artistas que actúan en un estilo que Kershaw alude a "instrumentación ligera con voces populares".

## Trabajos famosos
- Esto es un ataque (공격 전이다)
- El tren unificado corre
- Te seguiremos solo a ti (우리 는 당신 밖에 모른다)
- Corramos hacia el futuro (corramos hacia el futuro)

- Vamos al Monte Paektu